# Giuseppe Ajmone
Giuseppe Ajmone (Carpignano Sesia, 17 febbraio 1923 – Romagnano Sesia, 8 aprile 2005) è stato un pittore italiano.
Dal 1941 studia pittura all'Accademia di Belle Arti di Brera, Milano, sotto la guida di Achille Funi e Carlo Carrà.
Nel 1946 è uno dei firmatari del Manifesto del Realismo, noto anche come "Oltre Guernica".
Collabora nelle redazioni di Numero (1944-1946), Pittura (1946-1948), Quaderni milanesi (1960-1962). Collabora con Einaudi dal 1947 al 1949.
Nel 1951 vince il premio "Senatore Borletti" per la giovane pittura italiana ed è membro della Giunta Tecnica della Triennale di Milano.
Le sue opere figurano in collezioni pubbliche e private.

## Biografia

### Dalla nascita agli anni di Accademia e gli anni quaranta
Nasce a Carpignano Sesia (NO) il giorno 17 febbraio 1923 da Piero e Natalia Geranzani. All'età di sei anni, nel 1929, viene iscritto alla classe terza; aveva già frequentato come uditore i primi due anni delle scuole elementari. Nel 1931 Muore la madre. Si trasferisce con il padre a Novara. L'anno successivo il padre si risposa e il 28 ottobre nasce la sorella Giuseppina. Nel 1933 viene iscritto al Collegio Gallarini di Novara. Nel 1937 inizia a disegnare presso lo studio dello scultore Riccardo Mella. Il 1º gennaio 1941 muore il padre vittima di un incidente automobilistico. A Giugno si diploma all'istituto magistrale. A ottobre si iscrive all'Accademia di Belle Arti di Brera a Milano dove seguirà i corsi di Achille Funi e Carlo Carrà. Nel 1943 è a Novara e lavora nello studio di Corso Umberto I. Nel giugno del 1944 si diploma in pittura presso l'Accademia di Belle Arti di Brera. A Milano divide uno studio in Corso Garibaldi con Morlotti e Cassinari. Nel 1946 partecipa a "Posizione (Ajmone, Bergolli, Morlotti, Paganin e Testori)" alla Galleria Bergamini di Milano. È premiato alla “Prima mostra nazionale di pittura” a Bellagio. Sempre nello stesso anno, a Milano, espone alla “II Mostra d'arte contemporanea” del Fondo Matteotti.
Il 4 maggio 1946 si sposa con Maria Angela Barzizza. Si trasferisce a Bassignana (AL). Il 3 dicembre 1947 nasce la figlia Natalia.
Nel 1946 inizia una collaborazione con la casa editrice Einaudi come curatore della veste artistica dei libri. Con Einaudi, nel 1947, pubblica una serie di dieci acqueforti per Lavorare stanca di Cesare Pavese. Nel 1948 pubblica sei acqueforti per L'infinito di Giacomo Leopardi Edizioni del Sagittario a cura di Cesare Balossini, senza luogo di stampa, tiratura di 76 esemplari complessivi, contenente un foglio con la poesia di Leopardi e sette acqueforti di cui sei stampate su fogli sciolti protetti da velina inserite in una elegante e semplice brossura e una, piccola, incollata sulla copertina, tutte le incisioni sono numerate e firmate a matita in basso.
Il 1948 è l'anno della prima partecipazione alla Biennale di Venezia per la “XXIV Esposizione internazionale d'arte”.
Nel 1949 la famiglia torna a Novara e poi nel 1953 si trasferisce a Milano.
Espone grafica a Praga nel 1949 e alla “Mostra di pittura italiana moderna” alla Galleria di Pittura a Milano con la presentazione di Alberto Cruciani e l'introduzione del catalogo a firma di Salvatore Quasimodo.

### Gli anni cinquanta
Partecipa, nel 1950, alla “XXV Esposizione internazionale d'arte” alla Biennale di Venezia.
Nel 1951 vince il “Premio Senatore Borletti” per la giovane pittura italiana. Dal medesimo anno è stato uno dei collaboratori della Triennale di Milano come membro della Giunta tecnica della XI manifestazione e poi membro del Centro studi.
Nel 1952 partecipa alla Biennale di Venezia per la “XXVI Esposizione internazionale d'arte”.
Espone alla Biennale di San Paolo del Brasile del 1951 e del 1959; alle mostre “Italia-Francia” di Torino del 1951, 1952, 1955 con una personale nel 1959 e poi nel 1961. Nel 1955 e nel 1959 partecipa alla Quadriennale Nazionale d'Arte di Roma e, sempre nel 1959, anche alla Biennale Internazionale di Tokyo.
Nel 1955 e nel 1958 espone al Pittsburgh International Museum of Art. In quegli anni partecipa alle mostre dedicate alla pittura italiana al Museo di Copenhagen, alla Kunsthalle di Dortmund e Norimberga, al Museo di Buenos Aires.
Nel 1959 alcune sue opere (Nudo sulla sedia gialla, Nudo sdraiato e Fiori) vengono esposte alla mostra 50 anni d'arte a Milano. Dal divisionismo ad oggi, organizzata dalla Permanente.

### Gli anni sessanta
Nel 1962 è invitato alla “XXXI Esposizione internazionale d'arte” alla Biennale di Venezia, questa volta con una sala personale. Nel medesimo anno è ospite anche al Castello Estense di Ferrara per la mostra collettiva “Il dopoguerra. La pittura dal '45 al '55” e con mostre personali alla galleria Gissi di Torino e a La Ruota di Parma. L'anno successivo espone a Firenze da Michaud e a Genova alla Galleria Rotta.
Nel 1964 finisce di costruire la casa di Romagnano Sesia che frequenterà sempre più assiduamente fino a trasferirvisi definitivamente agli inizi degli anni ottanta.
Nel 1967 partecipa alla XXV Biennale d'arte Città di Milano al Palazzo della Permanente. L'anno successivo, nel 1968, è nuovamente alla Permanente con la collettiva “La tavolozza figurativa” e partecipa alla XIV Triennale di Milano a Palazzo dell'Arte.

### Gli anni settanta
Negli anni settanta e ottanta fa parte delle Commissioni della Società per le Belle Arti ed Esposizione Permanente di Milano.

Nel 1971 è protagonista delle mostre personali a Milano da Bergamini, a Borgomanero alla Galleria L'incontro e alla Galleria dello Scudo di Verona.

Nel 1972 è a Roma con la X Quadriennale d'Arte e a Milano, al Museo Poldi Pezzoli, con la collettiva “Milano 70-70”. Nel 1974 un'altra collettiva a Palazzo Reale di Milano “50 anni di pittura italiana" nella collezione Boschi-Di Stefano”. 
Nel 1976 La Spirale di Milano pubblica la monografia di Roberto Tassi “Studio sulla pittura di Giuseppe Ajmone. La luce delle cose”.

### Gli anni ottanta
Nel 1982 espone la famosa serie dei grandi nudi annegati (ispirata ad un fatto della cronaca di Romagnano Sesia della fine degli anni settanta) al Palazzo della Permanente di Milano; la mostra a cura di Roberto Tassi verrà poi ospitata anche a Villa Marazza di Borgomanero e a Palazzo Robellini di Aqui Terme. 

L'anno successivo espone altre grandi tele degli anni settanta, anch'esse ispirate dalle difficili vicende storiche del momento, come “Nicevò”, “Ancora un delitto” e “Il grande studio”, al Circolo della stampa di Milano.

Il 1984 è l'anno della mostra antologica a cura di Giuseppe Bonini a Palazzo dei Diamanti di Ferrara.
Nello stesso anno espone anche a Castel Ivano di Ivano Fracena con un testo in catalogo di Giorgio Mascherpa. 

Nel 1986 è alla Galleria Immagine di Mendrisio, nel 1987 alla Galleria 32 di Milano e da Biasutti a Torino con testo in catalogo di Gian Alberto Dell'Acqua. 
Nel 1987 espone alla “XXX Biennale Nazionale Città di Milano” e nel 1988 da Forni a Bologna con una mostra a cura di Rossana Bossaglia; nel 1989 da Salamon a Torino con testo in catalogo di Stefano Crespi.

### Gli anni novanta
Espone nel 1990 alla Galleria Gradiva di Roma con testo di Vito Apuleo. 
Nel 1992 da Bergamini a Milano e al Palazzo della Permanente alla collettiva “Pittura a Milano1945-‘90”. 

Nel 1994 epone da Montrasio a Monza con in catalogo un testo di Crespi. È a Palazzo Sarcinelli di Conegliano Veneto nel 1995 e nel 1996 con “Figure della pittura” e due anni più tardi con un'altra collettiva dal titolo “Da Fattori a Burri”. 

Il 1997 vede Ajmone prendere parte a diverse mostre collettive: “Milano 1950-59” a Palazzo dei diamanti di Ferrara, “L'informale italiano. Pittura di segno e materia” alla galleria Niccoli di Parma, “Figurazioni” al Museo della Permanente di Milano e “Reale, concreto, astratto. Arte a Milano 1946-1959” a Palazzo pretorio di Sondrio.
Lo stesso anno Marco Rosci cura una scelta di opere dal 1943 al 1997 per una mostra antologica tenutasi all'ex Convento della Purificazione di Arona.

### Gli ultimi anni
Nel 2000 espone a Palermo presso il Centro d'Arte Mercurio; nello stesso anno è nuovamente a Castel Ivano di Ivano Fracena, e presso la Galleria Montrasio a Monza con una mostra a cura di Elena Pontiggia. 

Nel medesimo anno è ospite anche alla mostra collettiva “Miracoli a Milano 1945-1965” alla Permanente di Milano, sodalizio artistico di cui è anche socio. 

Nell'anno successivo una personale antologica presso la Galleria Il Chiostro di Saronno e una collettiva, “Realismi”, presso MontrasioArte di Milano. Nel 2003 partecipa, alla Galleria Civica di Lissone, alla collettiva “Naturalismo padano nella collezione Boschi-Di Stefano”. L'anno successivo si apre con la partecipazione alla collettiva “L'incanto della pittura. Percorsi dell'arte italiana del secondo Novecento” alla Casa del Mantegna di Mantova e poi una personale alla Banca Ponti di Milano.

L'ultima mostra antologia risale all'ottobre 2004 presso la Galleria MontrasioArte di Milano con in catalogo un saggio di Flavio Arensi e un dialogo a cura di Daniele Astrologo.

Muore a Romagnano Sesia (NO) dove ha vissuto e lavorato fino all'8 aprile 2005.

## Mostre personali
- 1948 - Galleria della Bottega d'arte, Novara - catalogo a cura di Marco Valsecchi
- 1952 - Galleria della Bussola, Torino
- 1954 - Galleria del Milione, Milano - catalogo a cura di Marco Valsecchi
- 1954 - Galleria Adel, La Spezia
- 1956 - Galleria dell'Obelisco, Roma
- 1957 - Carnegie Institute, Pittsburgh
- 1957 - Galleria La Salita, Roma - catalogo a cura di Enrico Crispolti
- 1958 - University of Georgia, Athens (Georgia)
- 1958 - Columbus Museum of Arts, Columbus (Georgia)
- 1958 - C. W. Vincent Smith Museum, Springfield (Massachusetts)
- 1959 - Grace Borgenight Gallery, New York - catalogo a cura di Franco Russoli
- 1959 - “Pittori d'oggi: Francia-Italia”, Palazzo Belle Arti, Torino - catalogo a cura di Marco Valsecchi
- 1961 - Circolo degli Artisti, Biella
- 1961 - Galleria Fietta, Ravenna - catalogo a cura di A. Martini
- 1962 - “XXXI Esposizione Internazionale d'Arte” (sala personale), La Biennale di Venezia, Venezia - presentazione a cura di Franco Russoli
- 1962 - Galleria Gissi, Torino - catalogo a cura di L. Carluccio
- 1962 - Galleria La Ruota, Parma - catalogo a cura di Franco Russoli
- 1963 - Galleria Rotta, Genova - catalogo a cura di Franco Russoli
- 1963 - Galleria Michaud, Firenze - catalogo a cura di Franco Russoli
- 1964 - Galleria Nettuno, Viareggio - catalogo a cura di P. Santini
- 1964 - Galleria Marino, Locarno - catalogo a cura di P. Santini
- 1965 - Galleria dell'Arnetta, Gallarate - catalogo a cura di P. Santini
- 1965 - XIX Premio Nazionale di Pittura F. P. Michetti, Francavilla a mare - presentazione a cura di C. Barbieri
- 1967 - Premio "Invito al pittore" Palazzo Comunale, Somma Lombardo - catalogo a cura di Franco Russoli
- 1968 - Galleria La Robinia, Palermo - catalogo a cura di Vittorio Fagone
- 1970 - Centro Arte Annunciata, Milano - catalogo a cura di R. Modesti
- 1971 - Galleria Bergamini, Milano
- 1971 - Galleria L'Incontro, Borgomanero
- 1971 - Galleria dello Scudo, Verona - catalogo a cura di M. Valsecchi
- 1973 - Galleria il Fillungo, Lucca - catalogo a cura di P. Santini
- 1974 - Galleria della Piazza, Varese - catalogo a cura di P. Santini
- 1974 - Galleria Tonino, Campione d'Italia
- 1975 - Galleria Cassiopea, Bari - catalogo a cura di P. Santini
- 1977 - Montrasio Arte, Monza
- 1981 - “Giuseppe Ajmone”, Minigalleria della Valsesia, Serravalle Sesia - dal 19/IX al 4/X con uno scritto di Giuseppe Ajmone
- 1982 “Giuseppe Ajmone, scelta di opere dal 1977 al 1982”, Palazzo della Permanente, Milano - dal 19/V al 20/VI/1982 catalogo a cura di Roberto Tassi, edizioni La Spirale, 1982
- 1982 - Villa Marazza, Borgomanero - catalogo a cura di Roberto Tassi
- 1982 - Palazzo Robellini, Acqui Terme - catalogo a cura di  Roberto Tassi
- 1983 - Circolo della Stampa, Milano- catalogo a cura di F. Passoni
- 1984 - Castel Ivano, Ivano Fracena - catalogo a cura di Giorgio Mascherpa
- 1984 - “Ajmone”, Palazzo dei Diamanti, Ferrara - catalogo a cura di Giuseppe Bonini, Grafis Edizioni, 1984
- 1985 - “Immagini Koh-I-Noor”, Koh-I-Noor Circolo Culturale, Milano - catalogo a cura di Lisa Belotti
- 1986 - Galleria l'Immagine, Mendrisio - catalogo a cura di Claudio Nembrini
- 1987 - “Giuseppe Ajmone, opere 1984-1987”, Galleria Trentadue, Milano - catalogo a cura di Gian Alberto Dell'Acqua
- 1987 - Galleria Biasutti, Torino - catalogo a cura di Gian Alberto Dell'Acqua e A. Mistrangelo
- 1988 - Galleria Forni, Bologna - dal 27/II, catalogo a cura di Rossana Bossaglia
- 1988 - Galleria Civica, Seregno
- 1988 - “Ajmone - Disegni e pastelli”, Galleria La Spirale, Novara
- 1989 - Centro d'Arte Mercurio, Rapallo
- 1989 - Galleria il Punto Sette, Busto Arsizio
- 1989 - Galleria Salamon & C, Torino - catalogo a cura di Stefano Crespi
- 1990 - Galleria La Gradiva, Roma - dal 2 al 17/III, catalogo a cura di Vito Apuleo
- 1992 - Università Bocconi, Milano
- 1992 - ”Giuseppe Ajmone. Nudi 1990-1992” Galleria Bergamini, Milano - dal 20/X al 30/XI, in catalogo una lettera di Giuseppe Ajmone a Giulio Bergamini
- 1994 - Galleria il Cenacolo, Piacenza
- 1994 - Montrasio Arte, Monza - catalogo a cura di Alberto Crespi
- 1997 - “Ajmone”, Ex Convento della purificazione, Arona - catalogo a cura di Marco Rosci
- 2000 - Castel Ivano, Ivano Fracena
- 2000 - Centro d'Arte Mercurio, Palermo
- 2000 - Galleria l'Immagine, Mendrisio
- 2000 - Montrasio Arte, Monza
- 2001 - Galleria il Chiostro, Saronno
- 2004 - Banca Ponti, Milano
- 2004 - Montrasio Arte, Milano - catalogo a cura di Flavio Arensi e Daniele Astrologo

## Mostre postume
- 2009 - ”Giuseppe Ajmone” Galleria Rotaross, Novara, dal 24/X al 14/XI 2009 - catalogo a cura di Giuseppe Bonini
- 2014 - “Ajmone”, Galleria Marini, Milano, dal 18/IX al 10/XII 2014 - catalogo a cura di Elena Pontiggia